# Land van Maas en Waal
Het Land van Maas en Waal (Maas en Waals, bij benadering: [mɒs-ə(m)-wɒːl]) is een streek in de Nederlandse provincie Gelderland, gelegen tussen de rivieren de Maas en de Waal. Het gebied ligt ten westen van het Rijk van Nijmegen, ten zuiden van de Betuwe en ten noorden van de provincie Noord-Brabant. In het westen wordt het Kanaal van St. Andries als begrenzing opgevat.
Tijdens het ancien régime was er sprake van het tot hertogdom Gelre behorende ambt van Maas en Waal, waarvan de zuidgrens niet overal overeenkwam met de bedding van de Maas. Ook ten zuiden van de Maas gelegen Noord-Brabantse plaatsen als Oijen en Dieden behoorden tot het Ambt. Pas in 1805 werd de Maas als provinciegrens aangewezen. Ten gevolge van de Maasverbeteringsprojecten in de jaren dertig van de 20e eeuw zijn vele Maasmeanders afgesneden. Hierdoor werden sommige delen van het Land van Maas en Waal van hun achterland afgesneden en kwamen ten zuiden van de nieuwe Maasbedding tegen Noord-Brabant aan te liggen. Het omgekeerde gebeurde uiteraard ook met voorheen Noord-Brabantse gebieden. In 1958 werd de nieuwe situatie ook in bestuurlijke zin aangepast: de betreffende delen wisselden toen niet alleen van gemeente, maar ook van provincie.
Afgezien van dergelijke correcties komt het gebied van het huidige Land van Maas en Waal ruwweg overeen met het vroegere ambt.
De regio omvat twee gemeenten: West Maas en Waal met daarin de woonkernen Alphen, Altforst, Appeltern, Beneden-Leeuwen, Boven-Leeuwen, Dreumel, Maasbommel en Wamel, alsook Druten, dat naast het gelijknamige kerkdorp ook Afferden, Deest, Horssen en Puiflijk omvat.
In de dorpen Beneden-Leeuwen en Druten zijn de meeste voorzieningen te vinden op het gebied van onder andere zorg, onderwijs en winkelen.
Het gebied is pas laat in de twintigste eeuw ontsloten; daarvoor was het relatief geïsoleerd. Dit komt door de natuurlijke barrières die de Waal en de Maas vormen. Wie er niet moet zijn, trekt er ook niet doorheen. De bevolking is overwegend rooms-katholiek, hoewel in de tijd van de Republiek tevergeefs is geprobeerd de reformatie in te voeren. Het was een arm en achtergesteld gebied, van waaruit ook velen zijn weggetrokken. Dit had mede van doen met de overstromingen die hier regelmatig voorkwamen.
Het Maas-en-Waals dialect is sterk op het Brabants geënt en redelijk representatief voor het rivierengebied.
Aan het eind van de twintigste eeuw raakte het gebied in trek als overloop van de Randstad.
Tijdens de bijna-watersnood van 1995 werd in het kader van de evacuatie van het Rivierenland een deel van Maas en Waal geëvacueerd. In de jaren daarna werden de dijken, ondanks eerder protest van natuur- en milieubewegingen, verbreed en verhoogd.
| Aangrenzende streken | Aangrenzende streken | Aangrenzende streken | Aangrenzende streken | Aangrenzende streken |
| -------------------- | -------------------- | -------------------- | -------------------- | -------------------- |
|                      |                      | Neder-Betuwe         |                      |                      |
|                      |                      |                      |                      |                      |
| Tielerwaard          | Rijk van Nijmegen    |                      |                      |                      |
|                      |                      |                      |                      |                      |
| Bommelerwaard        |                      | Maasland (Nbr)       |                      |                      |

## Trivia
- De streek wordt door de Koninklijke Luchtmacht als laagvlieggebied gebruikt.[1]
- Boudewijn de Groot gaf de streek eind jaren 1960 bekendheid met het door Lennaert Nijgh geschreven surrealistische lied Het Land van Maas en Waal.